# Willa przy ulicy Władysława Anczyca 7 w Krakowie
Willa przy ulicy Władysława Anczyca 7 – zabytkowa willa znajdująca się w Krakowie, w dzielnicy VII przy ul. W. Anczyca, na Salwatorze.
Budynek został wzniesiony w latach 1910–1913. Zaprojektowany został przez Romana Bandurskiego. W 1926 roku w nieruchomości zamieszkał Jacek Malczewski, gdzie również zmarł. W latach 70. XX wieku poddasze willi zostało zaadaptowane na cele mieszkalne.
25 lutego 1989 budynek został wpisany do rejestru zabytków. Znajduje się także w gminnej ewidencji zabytków.